# Liste der Biografien/Hof
Liste der Biografien |
Portal Biografien |
Personensuche
# |
A |
B |
C |
D |
E |
F |
G |
H |
I |
J |
K |
L |
M |
N |
O |
P |
Q |
R |
S |
T |
U |
V |
W |
X |
Y |
Z |
?
 
Ha |
Hd |
He |
Hi |
Hj |
Hk |
Hl |
Hm |
Hn |
Ho |
Hr |
Hs |
Ht |
Hu |
Hv |
Hw |
Hy
 
Hoa |
Hob |
Hoc |
Hod |
Hoe |
Hof |
Hog–Hok |
Hol |
Hom |
Hon |
Hoo |
Hop |
Hoq |
Hor |
Hos |
Hot |
Hou |
Hov |
How |
Hox |
Hoy |
Hoz
 
Hofa |
Hofb |
Hofd |
Hofe |
Hoff |
Hofg |
Hofh |
Hofi |
Hofk |
Hofl |
Hofm |
Hofn |
Hofp |
Hofr |
Hofs |
Hoft |
Hofv |
Hofw |
Hofz
Die Liste der Biografien führt alle Personen auf, die in der deutschsprachigen Wikipedia einen Artikel haben. Dieses ist eine Teilliste mit 18 Einträgen von Personen, deren Namen mit den Buchstaben „Hof“ beginnt.

## Hof
- Hof Ramos, Natalie (* 1986), deutsche Fernsehmoderatorin und Pokerspielerin
- Hof, Arend Van ’t (* 1933), niederländischer Radrennfahrer
- Hof, Bernd (* 1945), deutscher Wirtschaftswissenschaftler und Hochschullehrer (International School of Management)
- Hof, Dorothea von (1458–1501), Konstanzer Patrizierin und Schreiberin
- Hof, Erich (1936–1995), österreichischer Fußballspieler und Trainer
- Hof, Frank (* 1961), deutscher Regisseur
- Hof, Gert (1951–2012), deutscher Künstler (Licht-Installationen)
- Hof, Hans-Joachim (* 1975), deutscher Informatiker und Hochschullehrer
- Hof, Jasper van ’t (* 1947), niederländischer Jazz-Pianist und Keyboarder
- Hof, Jennifer (* 1991), deutsches Model
- Hof, Marjolijn (* 1956), niederländische Kinder- und Jugendbuchautorin
- Hof, Nikolaus, deutscher Musiker
- Hof, Norbert (1944–2020), österreichischer Fußballspieler
- Hof, Otto (1902–1980), deutscher evangelischer Theologe
- Hof, Thomas (1958–2011), österreichischer Maler
- Höf, Ursula, deutsche Filmeditorin und Dozentin
- Hof, Willy (1880–1956), deutscher Industrieller und Verkehrsplaner
- Hof, Wim (* 1959), niederländischer ExtremsportlerWim Hof (* 1959)

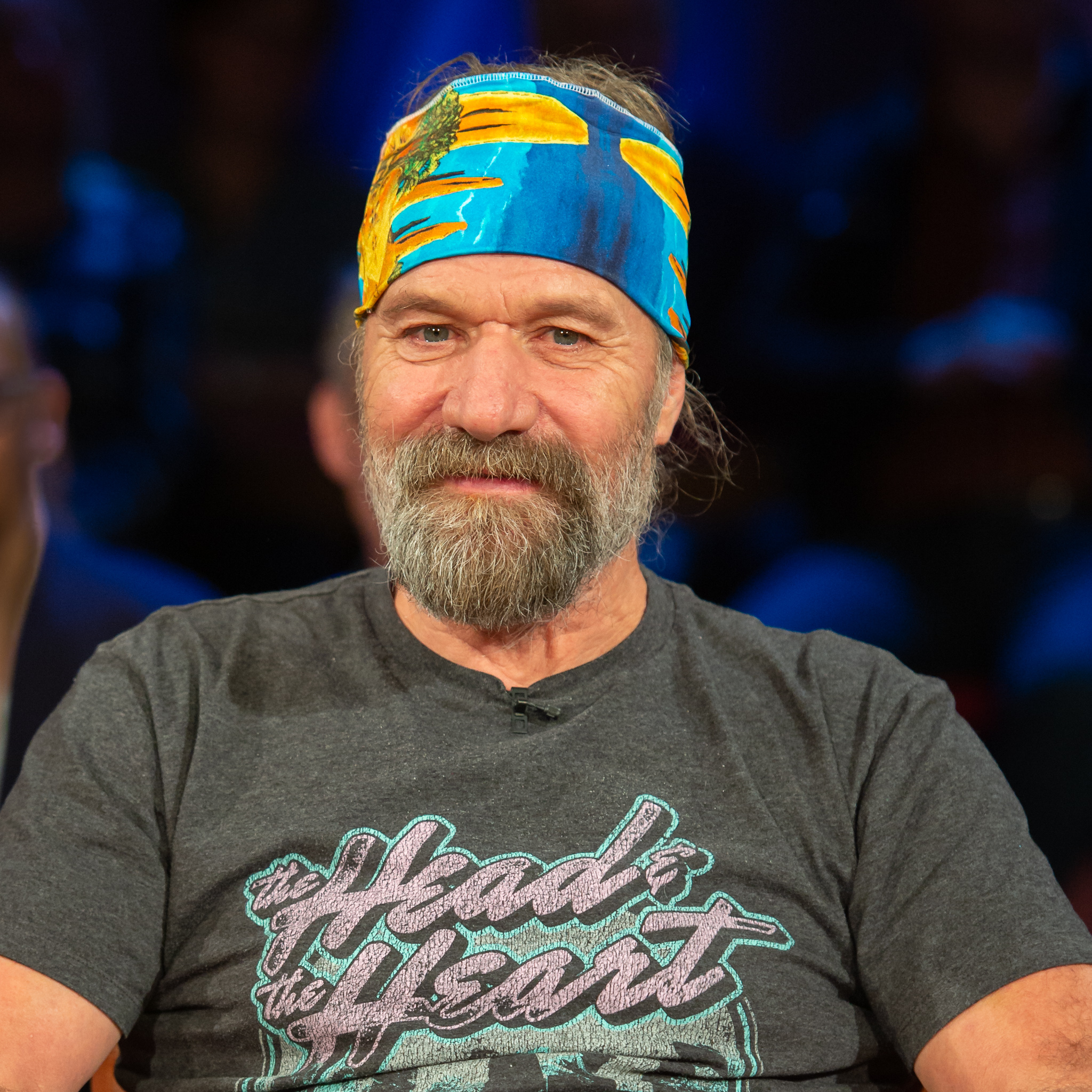
Wim Hof (* 1959)